# Austrofilius furcatus
Austrofilius furcatus är en kräftdjursart som beskrevs av Hodgson 1910. Austrofilius furcatus ingår i släktet Austrofilius och familjen Janiridae. Inga underarter finns listade i Catalogue of Life.